# Billy Bond y La Pesada del Rock and Roll (álbum)
Billy Bond y La Pesada del Rock and Roll, también conocido como Volumen 1, es el álbum debut de la banda de hard rock argentina Billy Bond y La Pesada del Rock and Roll, lanzado en 1971 por Music Hall. En el año 2007, la revista Rolling Stone de Argentina lo ubicó en el puesto 52.º de su lista de los 100 mejores álbumes del rock argentino.
El álbum se reeditó en 2018 en formato vinilo por Pelo Music, gracias a la mediación del Instituto Nacional de la Música (INAMU), que compró el catálogo de Music Hall.

## Grabación
En el primer disco del grupo participaron -aparte de Billy Bond- Pappo, Luis Alberto Spinetta, Héctor "Pomo" Lorenzo, Vitico, David Lebón, Javier Martínez, Luis Gambolini, Nacho Smilari y un gran número de músicos adicionales. La tapa del LP muestra la cara del "Bondo" escrita con los nombres de los músicos. En sus propias palabras:. 

“Yo fui un poco el catalizador de todos esos músicos y, de alguna forma, fui también su líder real. (...) Eramos muy amigos y entre nosotros no había ningún tipo de competencia, ni musical ni de egos. En La Pesada no existían las rivalidades porque todo era muy limpio y todos tirábamos para el mismo lado. De ahí surgió la idea de reflejarlos a todos en mi cara para la tapa del primer disco: yo era algo así como la careta de esos músicos increíbles, era todos ellos juntos y al revés, porque esos músicos representaban también todo lo que yo era”.
Billy Bond

Gracias a su buena relación y contactos con distintos músicos de rock a nivel local, ya desde la época de La Cueva, Bond pudo armar la banda y lograr su mayor objetivo: juntar a Pappo y al "Flaco" Spinetta en un mismo grupo. 
Dada la condición de "banda abierta" de La Pesada, con formaciones rotativas y siempre cambiantes, prácticamente cada tema muestra una alineación diferente.

## Lista de canciones
Lado A
| N.º | Título                    | Compositor                                                  | Duración |  |
| 1.  | «Salgan al Sol»           | Javier Martínez                                             | 3:16     |  |
| 2.  | «Divertido (Reventado)»   | Pedro Pujó, Norberto “Pappo” Napolitano                     | 1:39     |  |
| 3.  | «Verdes Prados»           | Giuliano Canterini                                          | 3:01     |  |
| 4.  | «Buen Día Sr. Presidente» | Jorge Álvarez, Giuliano Canterini, Fosforito, Carlos Ávalos | 4:34     |  |
| 5.  | «El Parque»               | Luis Alberto Spinetta                                       | 4:39     |  |

Lado B
| N.º | Título               | Compositor                                                | Duración |  |
| 1.  | «Cada Día Somos Más» | Giuliano Canterini, Pedro Pujó                            | 4:32     |  |
| 2.  | «Dueño de Tu Piel»   | Pajarito Zaguri, Billy Bond y La Pesada del Rock and Roll | 2:24     |  |
| 3.  | «Voy Creciendo»      | Pedro Pujó, Giuliano Canterini, Cacho Lafalce             | 8:43     |  |

## Personal
- Billy Bond (voz en todos los temas)
- Pappo (guitarra en «Salgan al Sol» y «El Parque»)
- David Lebón (guitarra en «Salgan al Sol», «Divertido (Reventado)», «Buen Día Sr. Presidente», «Dueño de Tu Piel» y «Voy Creciendo»)
- Daniel Homer (guitarra en «Verdes Prados»)
- Poli Martínez (guitarra en «Cada Día Somos Más»)
- Nacho Smilari (guitarra en «Dueño de Tu Piel»)
- Cacho Lafalce (bajo en «Salgan al Sol»)
- Vitico (bajo en «Divertido (Reventado)», «Dueño de Tu Piel» y «Voy Creciendo»)
- Carlos Ávalos (bajo en «Verdes Prados» y «Buen Día Sr. Presidente»)
- Luis Alberto Spinetta (bajo en «El Parque»)
- Alfredo Remus (bajo en «Cada Día Somos Más»)
- Javier Martínez (batería en «Salgan al Sol»)
- Luis Gambolini (batería en «Divertido (Reventado)», «Buen Día Sr. Presidente» y «Dueño de Tu Piel». Armónica en «Voy Creciendo»)
- Cacho Arce (batería en «Verdes Prados»)
- Héctor "Pomo" Lorenzo (batería en «El Parque»)
- "Zurdo" Roitzner (batería en «Cada Día Somos Más»)
- Black Amaya (percusión en «El Parque»)
- Alejandro Baró (órgano y piano en «Verdes Prados» y «Buen Día Sr. Presidente»)
- El Abuelo (flauta en «Cada Día Somos Más»)
- Andrés La Bolsa (congas en «Cada Día Somos Más»)

## Versiones
- El célebre músico argentino Gustavo Cerati utiliza parte de "El Parque" en su canción "He visto a Lucy", incluida en su álbum Fuerza natural de 2009. Dicha parte de la canción se empieza a escuchar a partir del minuto 3:37.
- La banda argentina de rock Divididos versionó la canción "Salgan al sol" en su álbum Gol de mujer de 1998.
- Adrián Otero también realizó una versión de "Salgan al sol" en su último álbum El jinete del Blues de 2012.